# 锡兰蒲桃
锡兰蒲桃（学名：Syzygium zeylanicum）为桃金娘科蒲桃属的植物。分布于印度尼西亚、中南半岛、马来西亚、印度、斯里兰卡以及中国大陆的广东、广西等地，东南亚多国人工引种栽培作为园林绿化。